# 賴恩·胡禮
賴恩·布萊德利·胡禮（英語：Ryan Bradley Wright，1987年1月27日—）為加拿大男子籃球運動員，司職中鋒。

## 大學生涯
他的職業生涯始於加州大學洛杉磯分校，在他度過的兩個賽季，他大部分時間都是替補。他在第一個賽季場均得分為2.4分，第二個賽季場均得分1.4分。於是他決定轉到奧克拉荷馬大學。
在2008-09賽季，他場均得分1.8分和2.1個籃板。在2009-2010賽季，他平均每場比賽打了近19分鐘，得到4.4分和4.3個籃板。同時，他和三名後來成功進入NBA的球員當隊友，分別是布莱克·格里芬，泰勒·格里芬和威利·沃倫。

## 球員生涯
在2003年NBA選秀落選後，他離開了美國。
在2010/11賽季，他加盟土耳其第二級聯賽奧爾曼體育，平均得分為16.8分，得到9.3個籃板，是球隊的最佳射手。
在2011/12賽季，他首先效力於全国男子篮球联赛四川金强，在13場比賽中平均得分19.9分和13.2個籃板。然後他加盟烏克蘭球隊切爾卡瑟猿。在12場比賽中，他平均每場比賽打20分鐘，得到6.1分和4.9個籃板。最後他在超級籃球聯賽台灣大雲豹打了22場比賽，場均得分19.3分和12.9個籃板。
2012年8月17日，他與夫沃次瓦費克簽訂了合同。
2014年，他參加了奧蘭多魔術和鳳凰城太陽的訓練營。
2017年12月30日，他成為麥納瑪國民的球員。
2021年6月，胡禮加盟渥太華黑傑克。2021年7月，胡禮加入尤格拉大學。2022年1月，胡禮轉戰特雷普查。2022年4月，渥太華黑傑克宣布胡禮重返球隊。2022年10月，胡禮回鍋索菲亞列夫斯基。2023年2月，胡禮加盟庫馬諾沃。

## 外部連結
- 瑞安·赖特在fiba.basketball（英语）
- 瑞安·赖特在韓國籃球聯賽（英语）
- 瑞安·赖特在Sports-Reference.com（NCAA）（英语）
- 瑞安·赖特在Eurobasket.com（球員）（英语）
- 瑞安·赖特在RealGM（英语）
- 瑞安·赖特在Proballers（英语）
- 瑞安·赖特在Flashscore（英语）
- . The BlackJacks.   [2024-05-26]. （原始内容存档于2022-06-13）.
- . Winnipeg Sea Bears.